# 長濱城 (近江國)
長濱城（ながはまじょう）是位在滋賀縣長濱市的一座平城。羽柴秀吉（豐臣秀吉）築城之城。別稱今濱城（いまはまじょう）。現在的天守是1983年以犬山城、伏見城為模型模擬復元，作為長濱城歷史博物館營運。

## 關連項目
- 大坂城（姉妹城郭）
- 山崎城 (山城國)
- 八幡山城

## 外部連結
- 長濱城歷史博物館